# Union Saint-Amand Porte du Hainaut
L’Union Saint-Amand Porte du Hainaut est un ancien club français de basket-ball féminin basé à Saint-Amand-les-Eaux qui appartenait à la Ligue féminine de basket⁣⁣, soit le plus haut niveau du championnat de France. Il fusionna au printemps 2008 avec l’US Valenciennes pour former l’Union Hainaut Basket.

## Historique
Le basket-ball à Saint-Amand-les-Eaux existe depuis les années 1950 et l'apparition du club dénommé l'Amicale Grand Place. Ce club a beau changer de nom (Amicale Laïque de Saint Amand Centre puis Basket Amicale Laïque Saint Amand Centre) il reste très compétitif dans les années 1970. Mais pendant ce temps dans la ville voisine d'Orchies se développe aussi un grand club de basket-ball. Cet USON puis US Valenciennes-Orchies est à l'aube d'écrire les plus belles pages de son histoire, mais doit faire face à de terribles soucis financiers, nous sommes en 1998. Aussi, un accord de fusion est donné par la FFBB afin que le BALSAC puisse venir en aide aux jaunes et noires. Cette fusion engendre la création de l’Union Saint Amand Hainaut Révèle Europe, qui est acceptée en Nationale 3 (4e division) dès sa première année d'existence (1999-00).

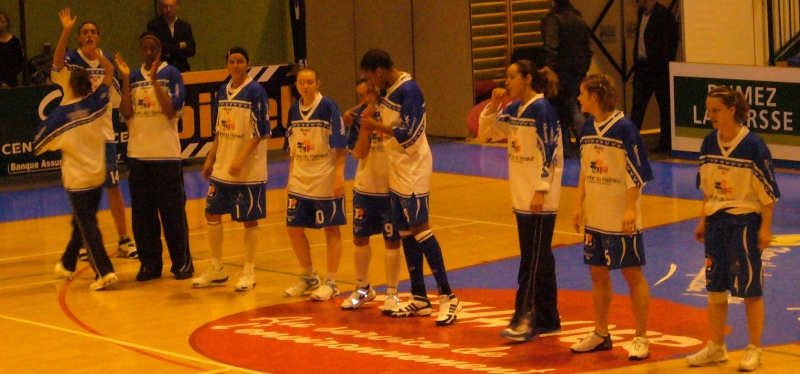
L'équipe 2006-2007

La saison suivante, l'équipe est championne de France, reçoit le soutien de la Communauté d'agglomération de la Porte du Hainaut et change de nom pour devenir Union Saint-Amand Porte du Hainaut. Le club ne restera que deux saisons en Nationale 2 et deux saisons également en Nationale 1. En finissant deuxième de NF1 lors de la saison 2004.2005, les joueuses  Nordistes accèdent à la Ligue féminine de basket. Depuis, l'équipe tente de se faire une place dans cette élite du championnat de France.

## Palmarès
- Champion de France NF3 : 2001
- Vice-champion NF1 et montée en Ligue féminine en 2004-2005

## Entraîneurs successifs
- 1999-2004 : Thierry Dornez
- 2004-2006 : David Thiébaut
- 2006 - 2009 :  Fabrice Courcier

## Année?
- 4. Tiffany Stansbury
- 5. Marie Fouteret
- 6. Mélanie Plust
- 7. Clarisse Costaz
- 9. Magali Lopez
- 10. Fanny Ploegaerts
- 11. Tamara Moore
- 12.Lætitia Kamba
- 13. Ines Ajanovic
- 14 Olena Ogorodnikova
- Mélissa Washington
- Marie Clémence Dubuis
- Entraîneur : Fabrice Courcier
- Assistant : Brahim Boullane

## Joueuses célèbres ou marquantes
cartignies sylviane